# Eristalinus dives
Eristalinus dives är en tvåvingeart som först beskrevs av Walker 1849.  Eristalinus dives ingår i släktet slamflugor, och familjen blomflugor. Inga underarter finns listade i Catalogue of Life.